# Aleksandar Horvat
Aleksandar Horvat (Sutinske Toplice, 1875. december 6. – Zágráb, 1928. május 8.) horvát jogász és jobboldali politikus volt, a parlamentáris monarchizmus és trializmus szószólója. A vitákban kiváló szónok hírében állt.

## Élete
1875-ben született a zagorjei Sutinske Toplicén. A zágrábi Klasszikus Gimnáziumba járt, amelyet 1893-ban végzett el. Már diákként belépett a Jogok Pártjába. 1895-ben a jobboldali ifjúság vezetője lett. Október 16-án részt vett a zágrábi zászlóégetésben, amiért börtönbüntetést kapott. Horvat Zágrábban és Bécsben tanult jogot, és megszerezte a jogtudományok doktora címet. Kiváló kriminalista hírében állt. Ügyvédi irodát nyitott Zágrábban.
1906-tól Ausztria–Magyarország összeomlásáig képviselő volt a horvát parlamentben. Első mandátumát Varasd vármegyében, a Novi Marofi járásban nyerte. A következő, 1908-as választásokon sikerült megvédenie mandátumát.
1910-ben a horvát-szlavón-dalmát parlamenti választásokon a zágrábi 1. számú választókerületben a HSP tagjaként a szavazatok 30%-át szerezte meg, kevesebbet, mint Nikola Tomašić (kormánylista), aki 51,5%-ot kapott, de többet, mint Gjura Šurmin (horvát-szerb koalíció), aki 18,5%-ot kapott.
A tartományi jobboldali pártok 1911. október 4-iki ülésán, amelyet Zágrábban tartottak, és amelyen létrehozták az összes horvát jogpárt szervezetét és a Horvát Jogok Egyesült Pártja legfelsőbb vezetőségét, a munkában a Mladokrátok, a jobboldali fiatalok egy informális csoportja is részt vett. Elnöknek Mile Starčevićet, alelnöknek Aleksandar Horvatot választották. A pénztáros Josip Pazman lett.
Az 1913-as horvát-szláv-dalmát parlamenti választásokon a novi marofi választókerületben a frankista (frankovci) Tiszta Jogok Pártja színeinek képviselőnek választották meg.
Amikor 1913-ban Josip Frank követői, a frankisták (frankovci) és Mile Starčević hívei a milinovisták (milinovci) újra szétváltak, az uralkodó vélemény szerint abban az időszakban Ivo Frank Aleksander Horvattal együtt vezette a Horvát Jogok Pártját.
1915-ben nála volt ügyvédgyakornok a későbbi Usztasa vezér Ante Pavelić.
A májusi nyilatkozatra reagálva 1917. augusztus 10-én frankistaként élesen támadta Starčević jogpárti jugoszlávizmusát, összekapcsolva azt A. Belić, J. Banjanin, F. Potočnjak és M. Marjanović nagyszerb jugoszlávizmusával, mondván, hogy „a jugoszláv eszme kudarcra van ítélve” a „tiszta Horvátország” eszméjével szemben.
1917 folyamán Ausztria-Magyarország elleni hazaárulással vádolták. Az üldöztetéstől való megmentésében nagy szerepet játszott a neves ügyvéd Viktor Aleksander, aki tisztázta a Horvát Királyság, Szlavónia és Dalmácia „ártatlan és hűséges népét” az Ausztria-Magyarország elleni hazaárulás minden vádja alól. Aleksander audienciát kért IV. Károly magyar királytól, ahol érvekkel alátámasztott jelentést nyújtott be, amelyhez kiterjedt dokumentációt is csatolt. A jelentés kimutatta, hogy a szerbiai osztrák főadminisztráció vádjai, amelyek a Horvát Királyság, Szlavónia és Dalmácia szinte teljes lakossága, valamint számos prominens személy és politikai vezető (köztük Ivo Frank, Aleksander Horvat, Vladimir Sachs és mások) ellen irányultak, nem igazak. A vádak nagyon ügyetlenül meghamisított iratokon alapultak, amelyek a vádlottaknak a Szerb Királyság számára végzett állítólagos kémkedéséről szóltak. A vád alapdokumentuma két teljesen hiteles dokumentum-lista volt. Aleksander jelentése nyomán Károly király elrendelte, hogy szüntessék meg minden, a listán szereplő személy üldözését.
Időközben (1916) Aleksandar Horvat a Tiszta Jogok Pártja elnöke lett. 1918. július 6-án Aleksandar Horvat az odesai horvát katonák lemészárlása ügyében nyújtott be interpellációt (Odessza interpelláció).
A monarchia fennállásának utolsó napjaiban, 1918. október 22-én a bécsi horvát küldöttséget vezette. IV. Károly királytól kiáltványt kapott a trialista Osztrák-Magyar-Horvát Monarchia létrehozásáról azzal a feltétellel, hogy azt a magyar fél aláírja. Horvát már másnap, 1918. október 23-án Budapesten tárgyalt Tisza István gróffal, aki végül elfogadta a horvát fél követeléseit. Ugyanezen a napon Aleksander Wekerle Sándorral Magyarország miniszterelnökével és a Magyar Minisztertanáccsal is megtárgyalta és aláíratta a javaslatot. Más források megemlítik, hogy az 1918. októberi, IV. Károly királynál és magyar politikusoknál tett látogatások után megegyeztek a független horvát állam létrehozásában.
A Szlovén–Horvát–Szerb Állam és a Szerb Királyság 1918. december 1-jei egyesítése után a Szlovének, Horvátok és Szerbek Nemzeti Tanácsa bebörtönözte Horvatot, majd négy hónap után szabadon bocsátotta. Miután kiszabadult a börtönből, újra politizált. Továbbra is kitartott horvát államépítési eszméi mellett.
1919-ben megszűnt a Tiszta Jogok Pártjának vezetője lenni.
1925-ben szűkebb hazájában, Varasd megyében indult az Szerb–Horvát–Szlovén Királyság képviselőházi választásán, de különféle manipulációk miatt nem kapta meg a szükséges számú szavazatot.
1928-ban halt meg Zágrábban. Az egész horvát sajtó tudósított a temetéséről. Meglepő tény, hogy még sokéves politikai ellenfele, Svetozar Pribićević is írásban fejezte ki részvétét, miközben a Horvát Parasztpárt mindezt csendben nézte.

## Fordítás
Ez a szócikk részben vagy egészben  az   Aleksandar Horvat című horvát Wikipédia-szócikk ezen változatának fordításán alapul.  Az eredeti cikk szerkesztőit annak laptörténete sorolja fel. Ez a jelzés csupán a megfogalmazás eredetét és a szerzői jogokat jelzi, nem szolgál a cikkben szereplő információk forrásmegjelöléseként.